# Poder Judicial de Nueva York

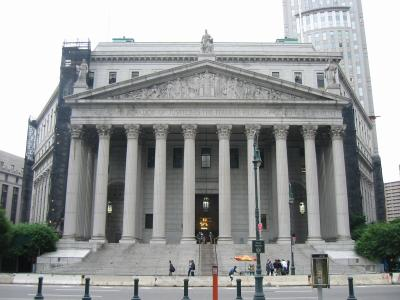
Tribunal Supremo del estado de Nueva York. A pesar de su denominación, sólo es un tribunal de primera instancia.

El Nuevo Sistema Judicial Unificado del Estado de Nueva York es el nombre oficial del Poder Judicial de Nueva York en los Estados Unidos y tiene su sede en Albany.
El sistema judicial de Nueva York tiende a producir una leve confusión para los extranjeros. El más alto tribunal de apelación se denomina "Corte de Apelaciones" (en lugar de la "Corte Suprema"), mientras que los tribunales de primera instancia primaria se llaman el "Tribunal Supremo".
El Poder Judicial del Estado de Nueva York es un sistema de corte estatal unificado que funciona bajo el poder del Presidente de la Corte de Apelaciones de Nueva York, que es el administrador en jefe y conocido como "El Juez de Nueva York."

## Tribunales
Nuevo Sistema Judicial Unificado del Estado de Nueva York
En general, el sistema judicial se compone de los tribunales de apelación y los tribunales de sentencia que consta de los tribunales superiores y los tribunales inferiores.

### Tribunales Superiores
- Corte de Apelaciones.
- Corte Suprema de Justicia, División de Apelaciones.
- Corte Suprema de Justicia.
- Tribunal de Reclamaciones.
- Tribunal Testamentario.
- Los tribunales de Nueva York (Civil, Penal).

### Tribunales Inferiores
Los tribunales de apelación son: 
- Tribunal de Apelaciones.
- División de Apelaciones de la Corte Suprema.
- Condiciones de Apelación de la Corte Suprema.
- Sesiones de Apelación de los Tribunales del Condado.

## Funcionarios
Hay varios funcionarios judiciales, incluidos los jueces, jurados y alguaciles.

### Jueces
Junto con los nombres inusuales para los tribunales, los jueces del Tribunal Supremo y los Tribunales de Justicia son llamados jueces, mientras que en el Tribunal de Apelaciones (y en otros tribunales como el Tribunal de Familia de la Corte del Condado y Tribunal Surrogates), se llaman Perito.

### Funcionarios Judiciales
Los funcionarios judiciales del Estado son los agentes del orden que prestan servicios de policía para el Sistema Judicial Unificado del Estado de Nueva York  (es decir, los oficiales de justicia), y hacer cumplir las leyes del estado y de la ciudad en todas las instalaciones gestionadas por el Sistema Judicial Unificado del Estado de Nueva York.

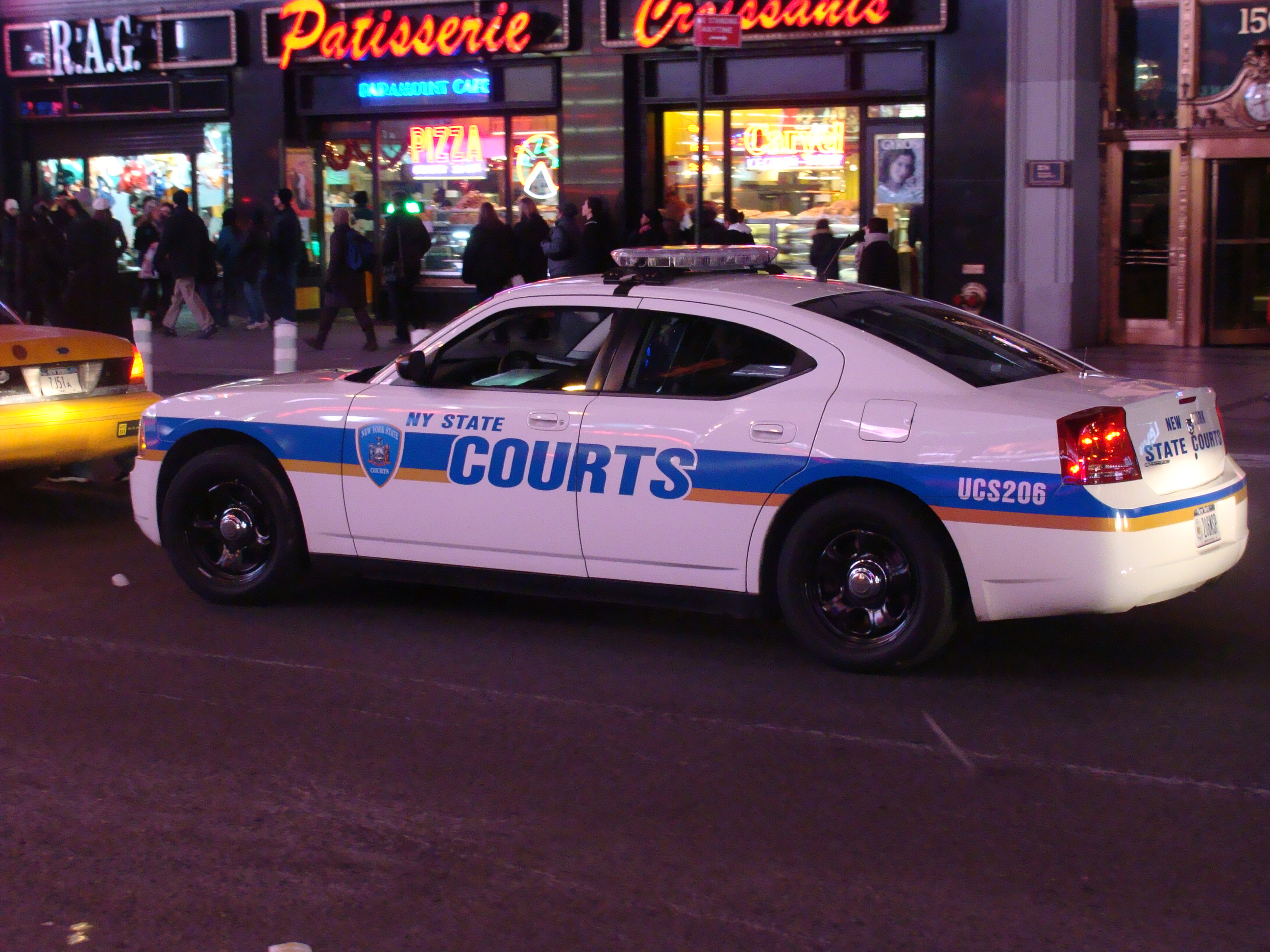
Dodge Charger de los oficiales del Tribunal Estatal de Nueva York en Times Square

.